# Народный комиссариат государственного контроля РСФСР
Наро́дный комиссариа́т госуда́рственного контро́ля РСФСР — орган государственной власти в составе Совета народных комиссаров РСФСР, осуществлявший государственный контроль с июля 1918 по февраль 1920 года. 
До января 1918 года в масштабе страны руководство советами рабочего контроля, действовавших в крупных городах, губерниях и промышленно развитых районах при Советах рабочих, солдатских и крестьянских депутатов, осуществлял Всероссийский совет рабочего контроля, в составе которого были созданы комиссии специалистов-ревизоров по определённым отраслям производства. До образования этого наркомата государственный контроль в РСФСР осуществляла образованная в январе 1918 года Центральная контрольная коллегия и учётно-контрольные коллегии и контрольные комиссии на местах. В июле 1918 года Центральная контрольная коллегия была преобразована в Народный комиссариат государственного контроля РСФСР.
VIII съезд РКП(б) (март 1919 года) принял постановление о реорганизации государственного контроля. ВЦИК и СНК РСФСР в апреле 1919 года приняли декрет «О государственном контроле».
С 9 мая 1918 года по 25 марта 1919 года народным комиссаром Государственного контроля РСФСР был К. И. Ландер. 30 марта 1919 года его сменил Иосиф Виссарионович Сталин, бывший в этой должности до 7 февраля 1920 года. 7 февраля 1920 года Народный комиссариат государственного контроля РСФСР был преобразован в Народный комиссариат рабоче-крестьянской инспекции РСФСР (НК РКИ, Рабкрин), руководителем которого был назначен И. В. Сталин. На этом посту он оставался до 1922 года.